# Banco ottico

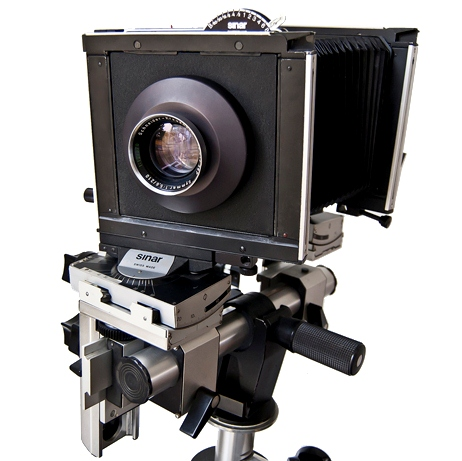
Banco ottico Sinar P

Il banco ottico è una speciale fotocamera professionale, dotata di speciali funzioni assenti nelle fotocamere portatili, che utilizza pellicola piana nella fotografia tradizionale, o sensori ad alta definizione nella fotografia digitale. Viene per lo più impiegata nello studio fotografico per la realizzazione di still life o in esterni nella fotografia architettonica.

## Caratteristiche
Il banco ottico è usato principalmente nella fotografia professionale di architettura. Le diverse parti sono montate su una rotaia e la parte anteriore è collegata con la posteriore da un soffietto, in modo che si possa variare la geometria della macchina per ottimizzare la messa a fuoco o correggere le distorsioni prospettiche dell'immagine. Tutti i movimenti sono controllati mediante dispositivi micrometrici, in modo da ottenere la massima precisione negli spostamenti.

### Componenti
È composto da:

Elementi costitutivi di un banco ottico

- tubo porta standarte o tubi di prolunga aggiuntivi; questo è il vero banco ottico, che determina anche l'asse del punto di vista;
- una parte, detta "standarta anteriore", che supporta la "piastra portaottica", alla quale viene applicato l'obiettivo, corredato o meno di otturatore;
- una parte, detta "standarta posteriore", alla quale è applicato il vetro smerigliato per la messa a fuoco; la stessa standarta, grazie a un sistema di sblocco, serve ad alloggiare la pellicola piana o in rullo, precedentemente caricata nel proprio chassis;
- un soffietto a tenuta di luce, che collega entrambe le standarte.

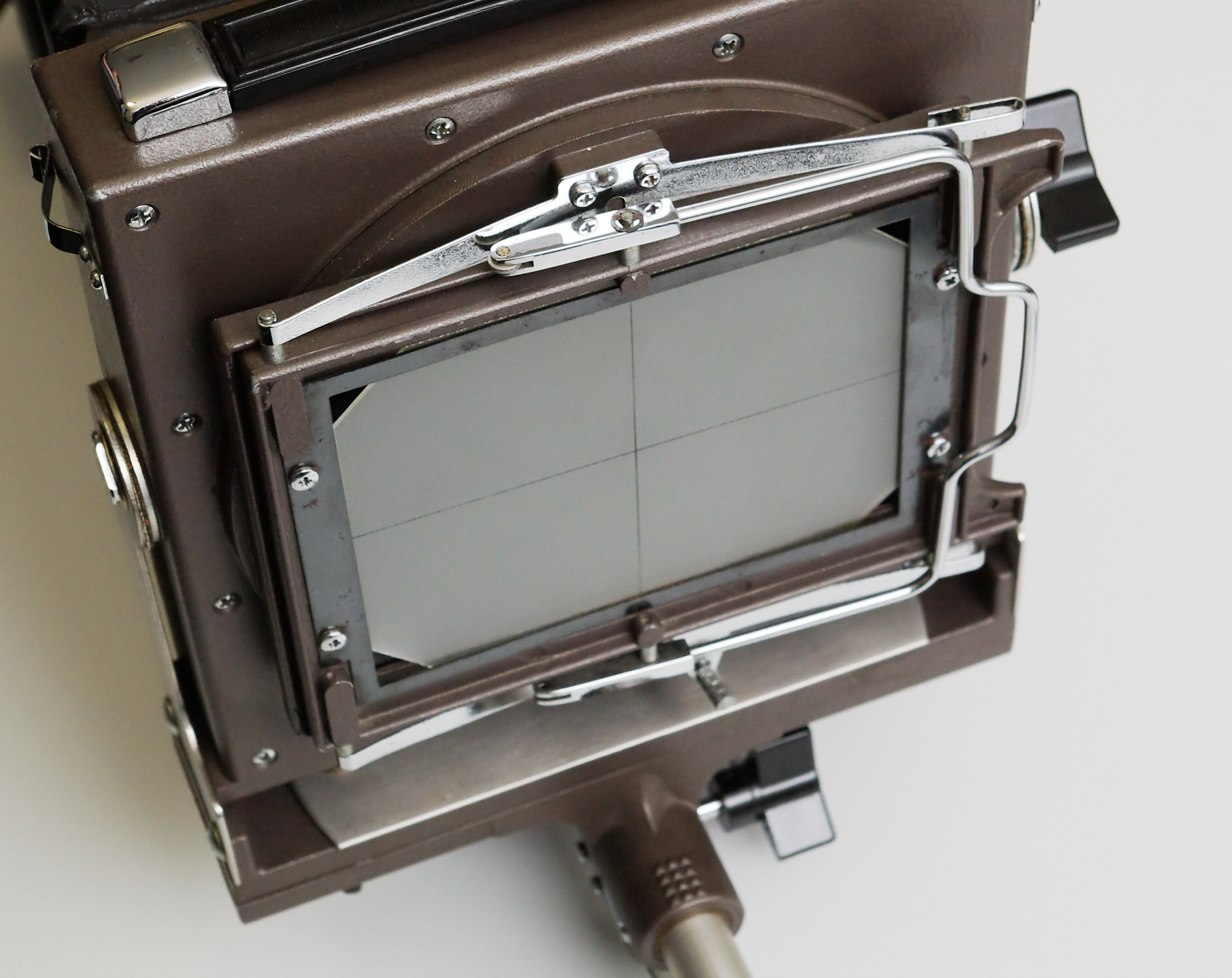
Il vetro smerigliato di messa a fuoco di un banco ottico.

Il banco ottico non possiede nessuno degli automatismi più elementari presenti su macchine reflex o medio formato, sia analogiche che digitali, necessari alla lettura e definizione dell'esposizione. Tutti gli elementi per la lettura dell'esposizione, come l'esposimetro a sonda o il classico esposimetro per luce incidente, sono applicabili a parte.

### Basculaggio e decentramento
Entrambe le standarte hanno poi la possibilità di modificare la propria angolazione e posizione, sia sull'asse verticale, che su quello orizzontale. Questi movimenti sono detti rispettivamente basculaggio e decentramento e sono ottenibili grazie a dispositivi meccanici, per alcuni modelli micrometrici, oppure grazie a leve di sblocco.
Il basculaggio permette, ad esempio, la messa a fuoco ottimale sul soggetto, senza utilizzare necessariamente la profondità di campo, semplicemente allineando la standarta anteriore al soggetto.
La decentratura permette di inquadrare soggetti evitando la deformazione prospettica. Ad esempio nella fotografia architettonica ciò permette di evitare la deformazione prospettica degli edifici, derivante dall'inclinazione della fotocamera.

## Storia

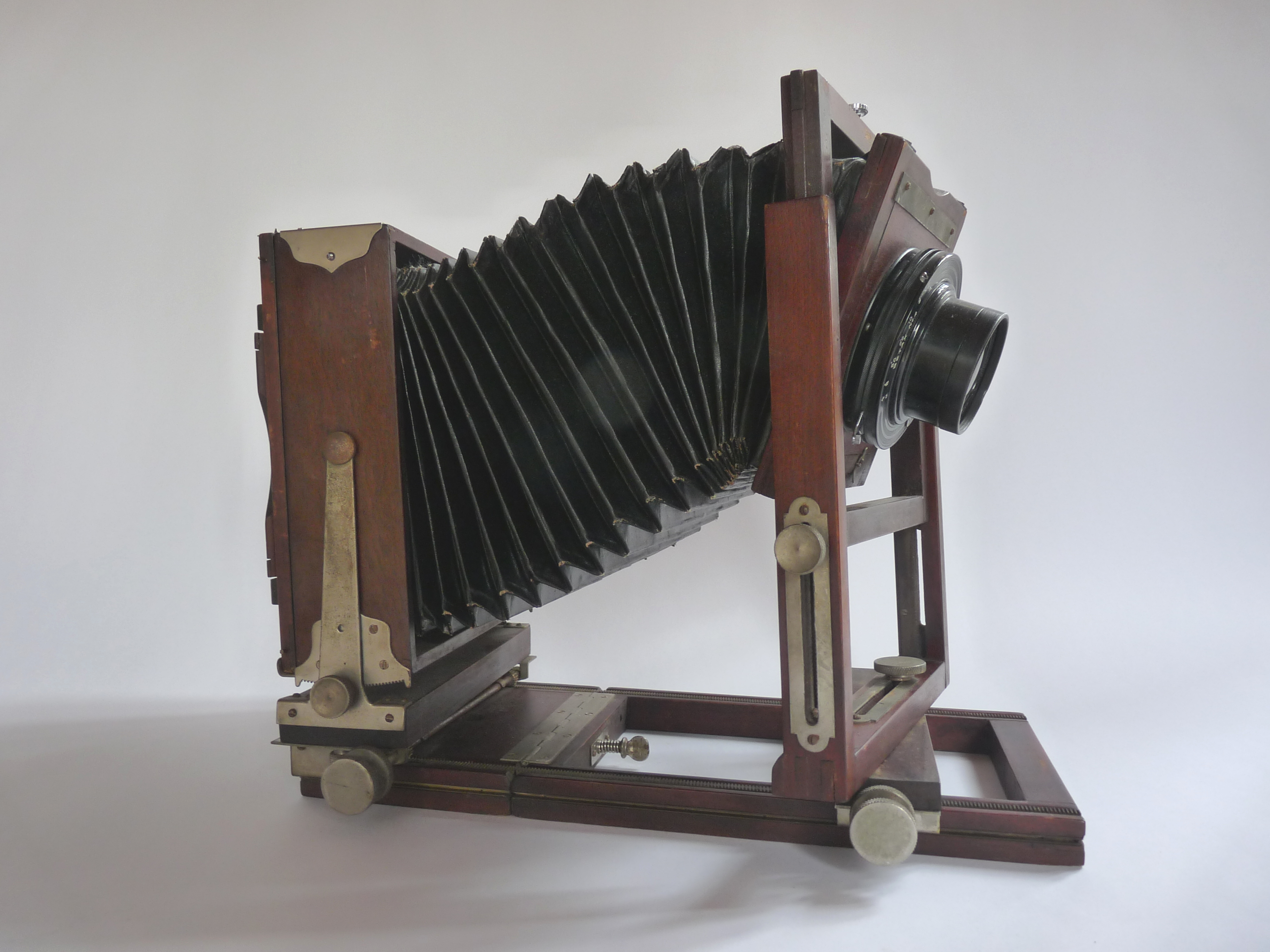
Banco ottico Korona di inizio novecento

Il banco ottico moderno è l'evoluzione della prima camera oscura, una fotocamera costituita da una scatola con un foro stenopeico.

## Applicazioni
Data la sua struttura, direttamente derivata dalle prime fotocamere e molto schematica, il banco ottico si presta perfettamente all'illustrazione didattica dei principi base della tecnica fotografica e degli stessi apparecchi.

### Fotografia tradizionale
Solitamente il banco ottico utilizza pellicole piane, negative o invertibili, nei formati 10×12 cm, 13×18, 20×25 o superiori, definite "grande formato". Esistono adattatori che permettono di utilizzare la pellicola a rullo di medio formato, tipo 120 o 220.
Uno dei più grandi formati disponibili è il Polaroid Studio 20×24, che offre fotografie istantanee in formato 50×60 cm.

### Fotografia digitale
Esistono anche dorsi digitali che possono essere applicati ai più diffusi banchi ottici. Questi dorsi sono di due tipi:
- a scanner, dove il piano pellicola viene "letto" da un sensore mobile, che però richiede alcuni secondi per completare la ripresa; esempi di questa categoria sono la Seitz 6×17 pollici[4] e i dorsi Betterlight da 4×5 pollici[5];
- a sensore fisso; esempi di questa categoria sono i dorsi Phase One P65+[6] e Leaf Aptus II[7].